# Mercato gay
Il mercato gay è quell'insieme di consumatori gay, lesbiche, bisessuali o transessuali, oggetto di campagne di marketing perché percepito come particolarmente interessato a determinati prodotti o servizi ed anticipatore di tendenze (trendsetter).
Il mercato gay comprende un vasto e influente parte della popolazione, in quei paesi in cui l'omosessualità  è vissuta liberamente, senza forti condizionamenti sociali negativi e senza restrizioni di natura legale.
Soltanto negli Stati Uniti, si stima che il mercato gay corrisponda al 4-10% della popolazione: tra i 12 ed i 23 milioni di consumatori statunitensi, quindi, per un fatturato di circa 660 miliardi di dollari nel 2006. I settori più attraenti per il mercato gay sono il settore turistico nel fenomeno del turismo gay, i servizi finanziari, le bevande alcoliche, le autovetture, i prodotti di bellezza per viso e capelli, i prodotti di lusso, quelli farmaceutici e la moda.
Se negli Stati Uniti la scoperta del mercato gay risale ad oltre dieci anni fa, in Europa ed Australia il fenomeno è relativamente più recente.